# Ormia pellucida
Ormia pellucida là một loài ruồi trong họ Tachinidae.